# Институт политических и этнонациональных исследований имени И. Ф. Кураса НАН Украины
Институт политических и этнонациональных исследований им. И. Ф. Кураса НАН Украины (до 1997 года — Институт национальных отношений и политологии НАН Украины) — научно-исследовательский институт Национальной академии наук Украины.

## История создания
Институт национальных отношений и политологии НАН Украины образован решением Президиума Академии наук Украины 11 декабря 1991 года. Инициатором создания Института и первым его директором был академик, вице-президент Национальной академии наук Украины Иван Федорович Курас (1939—2005).

В 1997 году институт получил своё современное названия. В 2005 году, после смерти И. Ф. Кураса, Институту присвоено его имя.

## Деятельность
Институт создан с целью углубленного и всестороннего исследования проблем политической науки, её теории и практики. В центре научного поиска — современная динамика политических институтов и процессов, этнонациональные отношения, разработка новых парадигм политического и этнонационального развития, политическая история, конфликтология, моделирование оптимальных систем общественного развития, проблемы политического управления, политические и межэтнические отношения. Институт осуществляет экспертизу законопроектов, государственных и негосударственных программ развития в разных сферах общественной жизни.

Институт поддерживает широкие международные связи, принимает участие в осуществлении общих исследовательских проектов с украинскими и зарубежными научными учреждениями и общественными организациями, ведет активный диалог с представителями различных политических партий, движений в поиске оптимальных путей дальнейшего развития Украины.
Ученые Института поддерживают научные связи с исследовательскими и учебными заведениями России, США, Великобритании, Израиля, Италии, Канады, Германии, Польши, Франции. Институт — коллективный член Международной Ассоциации политической науки.

В Институте осуществляется подготовка кадров высшей квалификации, действуют аспирантура и докторантура, создан и работает специализированный ученый совет по защите докторских и кандидатских диссертаций по политическим наукам.
Среди наиболее успешных научных проектов последних лет, в частности: «Политическая история Украины. XX столетие» (1999—2002) в 6 томах; «Крым в этнополитическом измерении» (2004); «Гражданское общество в современной Украине: специфика становления, тенденции развития» (2006); «Украинский выбор: политические системы XX столетие и поиск собственной модели общественного развития» (2007); «Украина: политическая история (ХХ — нач. ХХІ ст.)» (2007); «Закарпатье в этнополитическом измерении» (2008); «Политика в лицах (политическое лидерство на постсоциалистическом пространстве: национальный и региональный аспекты» (2008); «Политическая энциклопедия» (2012).

Институт издает сборник научных трудов «Научные записки Института политических и этнонациональных исследований», является соучредителем ведущих украинских научных изданий «Политический менеджмент» и «Украинский исторический журнал», сборника научных трудов «Современная украинская политика» и др.

## Директора Института
1. Курас, Иван Федорович, академик НАН Украины — с 1991 по 2005 г.
2. Левенец, Юрий Анатольевич, академик НАН Украины — с 2005 по 2013 г.
3. Рафальский, Олег Алексеевич, чл.-корр. НАН Украины — с 2014 г.

## Структура института
- Отдел теории и истории политической науки
- Отдел теоретических и прикладных проблем политологии
- Отдел этнополитологии
- Отдел социально-политической истории
- Отдел национальных меньшинств

При отделе теории и истории политической науки исследовательские центры: центр исторической политологии и центр еврейской истории и культуры.

## Научная библиотека Института
Научная библиотека Института — научно-исследовательское и информационное учреждение. Основана в 1928 году как библиотека Комиссии по Октябрьской революции и гражданской войне на Украине. С 1939 по 1956 гг. — библиотека Украинского филиала Института Маркса-Энгельса-Ленина при ЦК ВКП(б). С 1956 года — библиотека Института истории партии при ЦК Компартии Украины и Украинском филиале Института марксизма-ленинизма при ЦК КПСС, с 1990 года — библиотека Института политических исследований при ЦК КПУ.

С 1991 г. — библиотека Института национальных отношений и политологии АН Украины, с 1997 г. — научная библиотека Института политических и этнонациональных исследований НАН Украины.
Библиотечный фонд насчитывает более 120 тыс. экземпляров. В том числе книжный фонд — 93 тыс. экземпляров, периодические издания — 27 тыс. экземпляров. Особую научную ценность представляет «Женевский фонд» (нелегальные издания политических партий до 1917 года). В фондах библиотеки — журналы «Киевская старина», «Наше прошлое» (1917—1918 гг.), «Летопись революции».